# روني نابير
روني نابير (بالإنجليزية: Ronnie Napier)‏ هو لاعب كرلنغ بريطاني، ولد في 21 أغسطس 1963.

## وصلات خارجية
- روني نابير على موقع الاتحاد الدولي للكرلنغ (الإنجليزية)
- روني نابير على موقع اللجنة الأولمبية الدولية (الإنجليزية)
- روني نابير على موقع أوليمبيديا (الإنجليزية)